# Erbsen-Wicke
Die Erbsen-Wicke (Vicia pisiformis), auch Erbsenblatt-Wicke genannt, ist eine Pflanzenart aus der Gattung Vicia in der Unterfamilie der Schmetterlingsblütler (Faboideae).

## Beschreibung

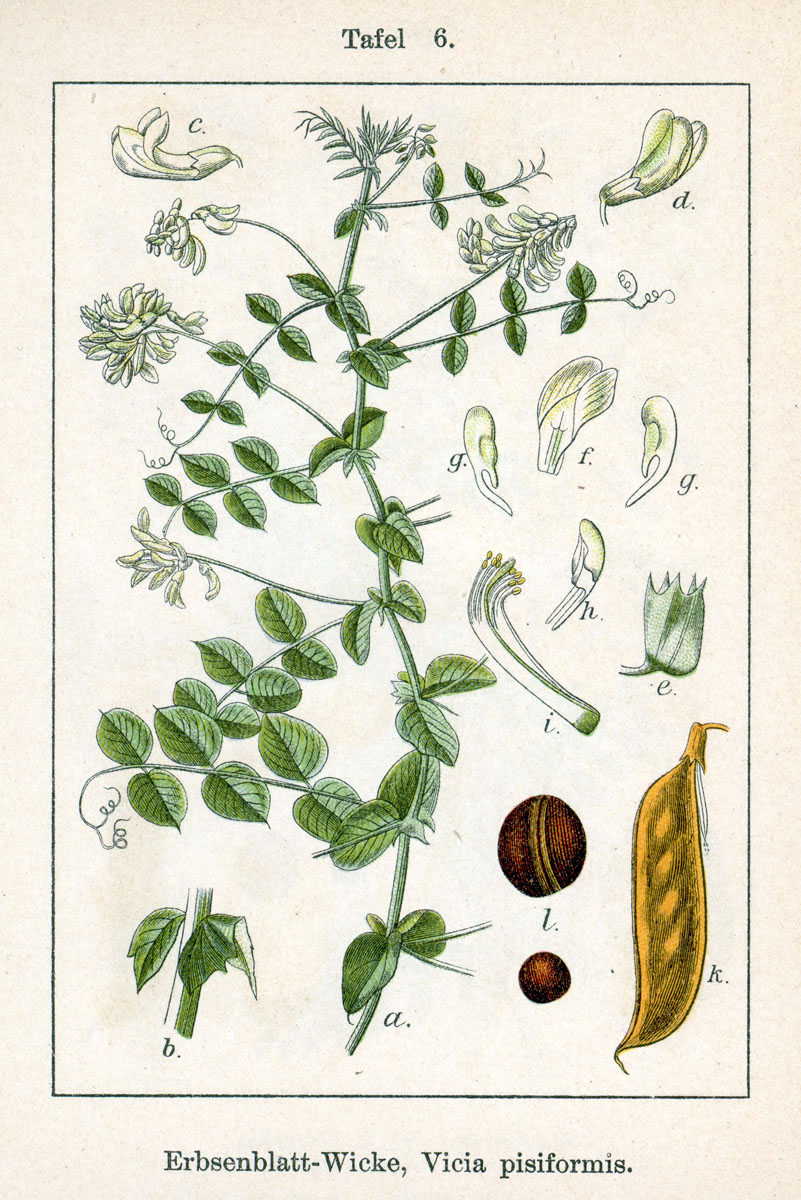
Illustration der Erbsenblatt-Wicke

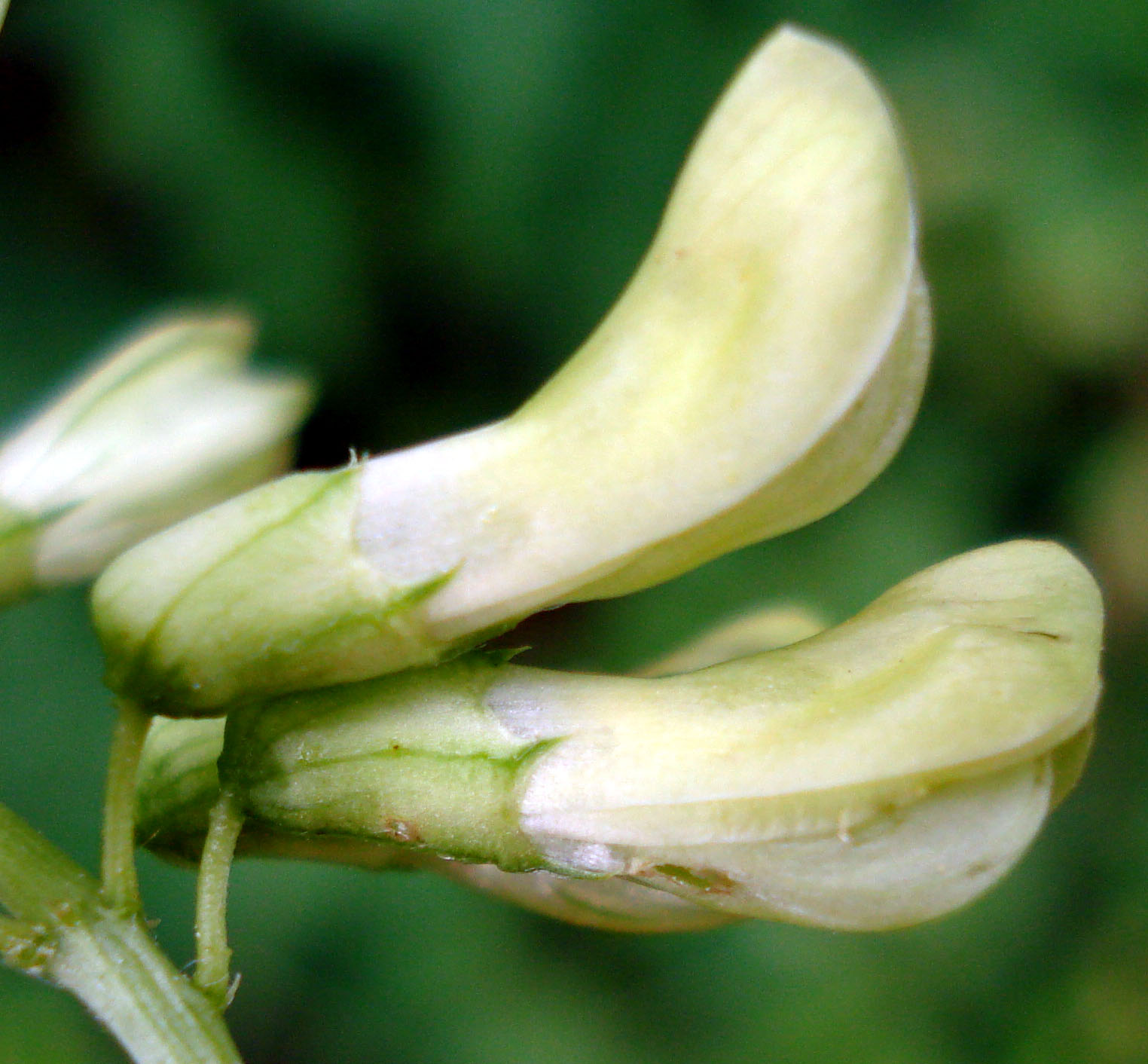
Zygomorphe Blüten im Detail

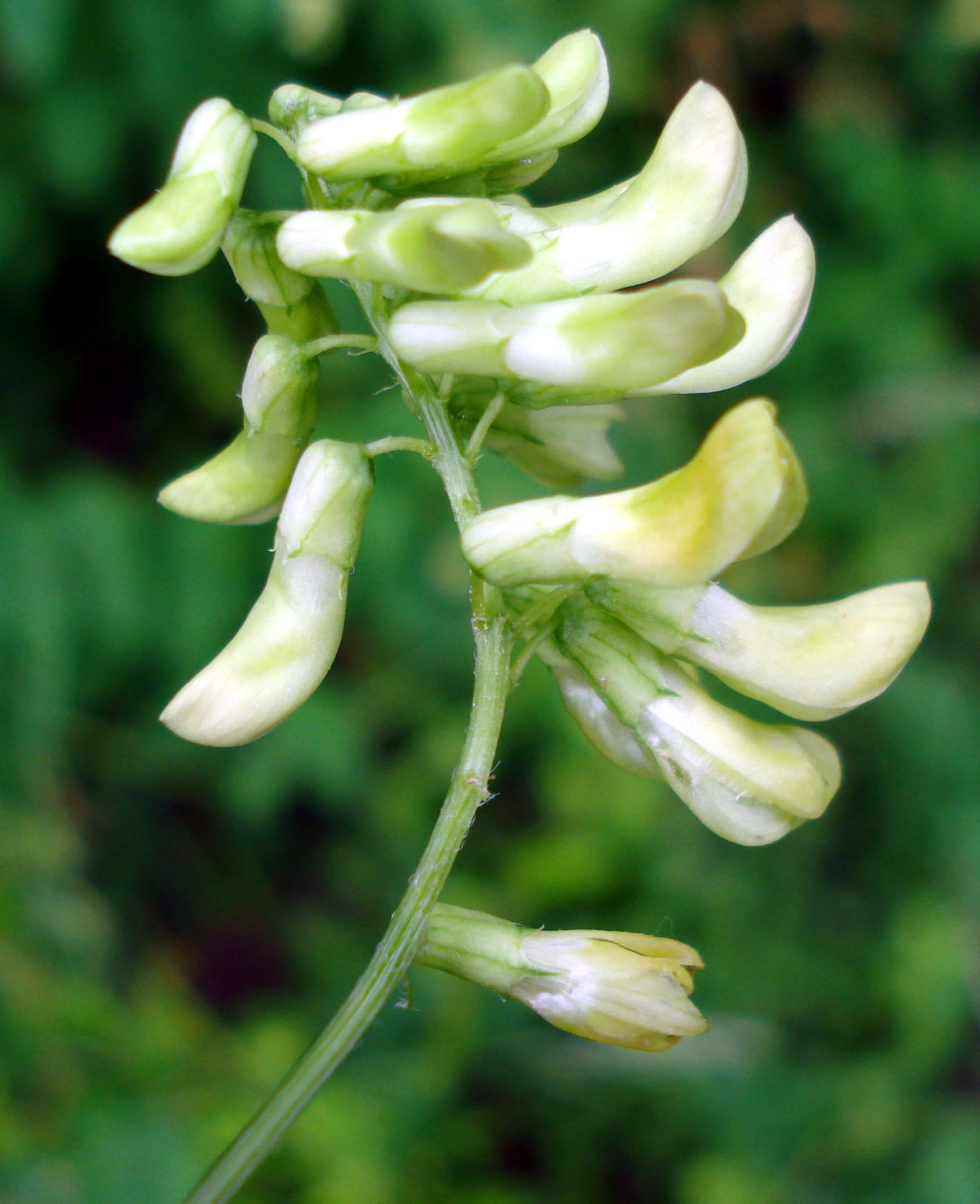
Blütenstand

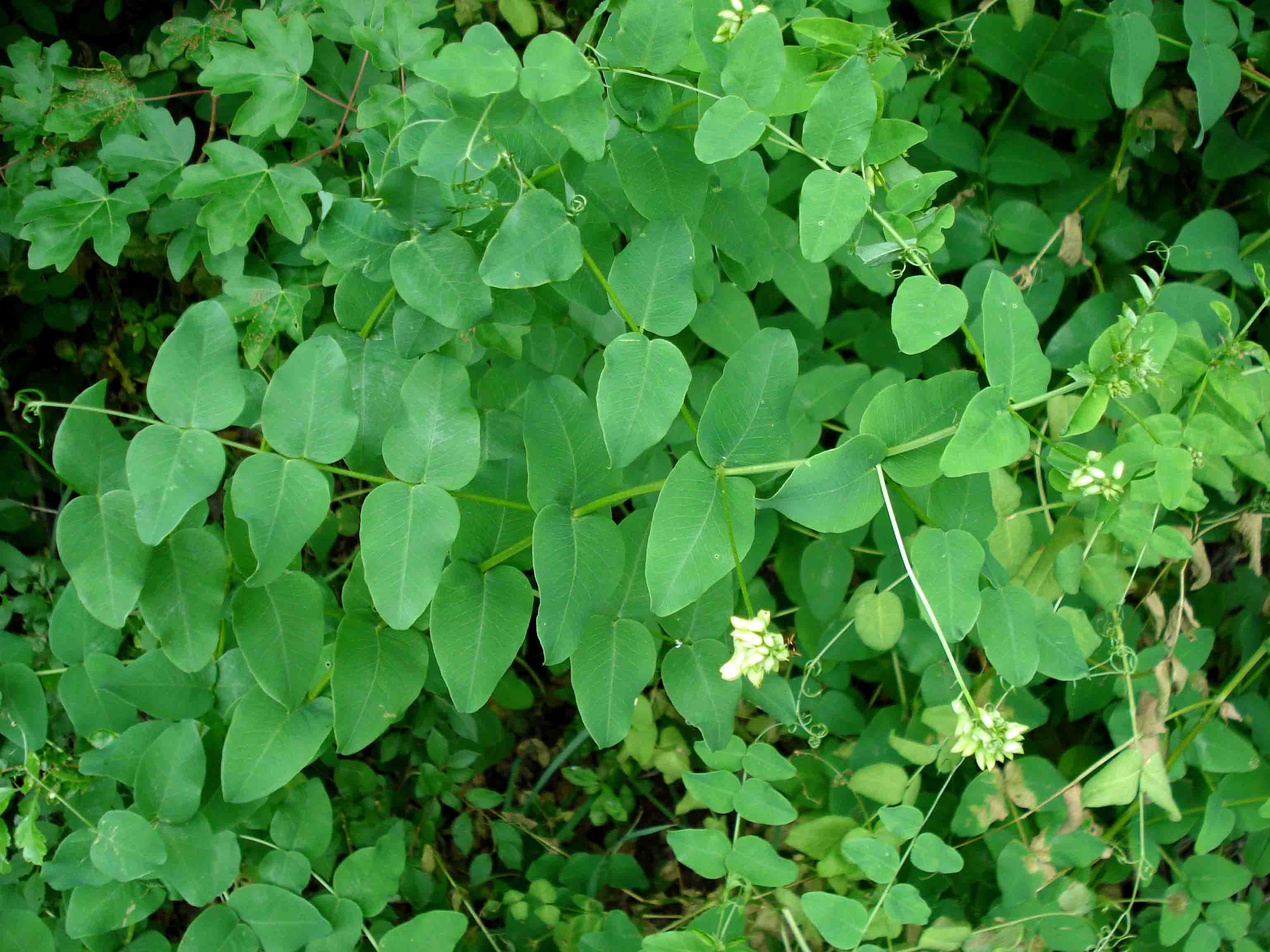
Habitus

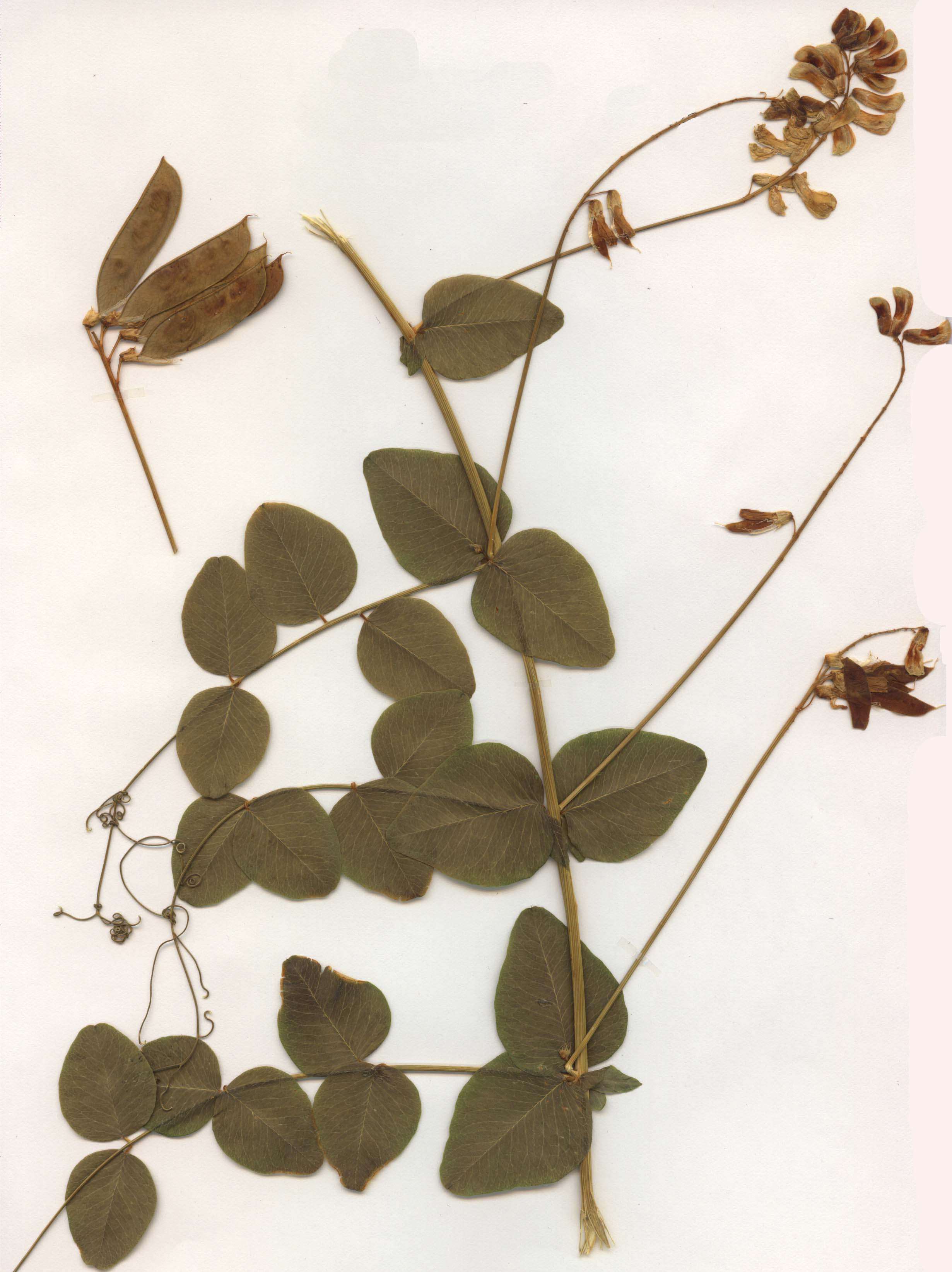
Herbarbeleg

### Erscheinungsbild und Blatt
Bei der Erbsen-Wicke handelt es sich um eine kletternde, ausdauernde krautige Pflanze mit kräftiger, verzweigter Grundachse. Der völlig kahle, frischgrüne Stängel ist 1 bis 2 Meter lang, einfach oder oberwärts verzweigt, kletternd, weich, kantig und gerillt. 
Die gefiederten Laubblätter sind 10 bis 20 Zentimeter lang, haben verzweigte, seltener einfache Ranken und drei bis fünf Paar große, deutlich gestielte Fiederblättchen. Die untersten Fiederblättchen stehen gleich über den halbpfeilförmigen, höchstens 1/3 so langen, schwach buchtig gezähnten Nebenblättern, die dadurch erbsenartig große Nebenblätter vortäuschen. Die Blättchen sind eiförmig, etwa meist 2 bis 4, selten bis zu 6 Zentimeter lang und fast ebenso breit (die unteren bis 4 Zentimeter), abgerundet bis schwach ausgerandet und oft kurz bespitzt. Sie besitzen 10 bis 20 Paar netzig verbundene Seitennerven.

### Blütenstand und Blüte
Die traubigen Blütenstände sind meist mehr oder weniger so lang wie die Laubblätter ohne die Ranken, an kräftigen Stielen bogig abstehend, einseitswendig, etwa 10- bis 30-blütig, mit linealen, hinfälligen Tragblättern. 
Die Blütezeit liegt vorwiegend in den Monaten Mai bis August. Die Blütenstiele sind 3 bis 4 Millimeter lang. Die zwittrigen Blüten sind bei einer Höhe von 12 bis 15 Millimetern zygomorph und fünfzählig mit doppelter Blütenhülle. Die fünf grünlich-weißen Kelchblätter sind weit glockig, schief verwachsen mit kurzen, lanzettlichen, durch weite Buchten getrennte, anfänglich mehr oder weniger bewimperten Kelchzähne. Die fünf schwefelgelben Kronblätter sind etwa viermal so lang wie der Kelch und ziemlich lang genagelt. Die Fahne ist rundlich, ausgerandet, wenig länger als die Flügel und das stumpfe, vorn grünliche Schiffchen.

### Frucht und Samen
Die nickenden, bei Reife braunen Hülsenfrüchte sind etwa 2,5 bis 4 Zentimeter lang sowie 6 bis 9 Millimeter breit, an beiden Enden verschmälert, flach, kahl, und enthalten etwa sechs Samen. Die matt-braunen bis schwarzen Samen sind bei einem Durchmesser von bis zu 5 Millimetern kugelig.
Die Chromosomenzahl beträgt 2n = 12.

## Vorkommen
Die Erbsen-Wicke ist von Frankreich über Mitteleuropa bis Polen, Russland bis zum Kaukasusraum und Westsibirien, im südlichen Skandinavien, in Oberitalien und auf der Balkanhalbinsel verbreitet. Vicia pisiformis ist ein gemäßigt-kontinentales Florenelement. Die Erbsen-Wicke kommt in Mitteleuropa sehr zerstreut vor.
Die Erbsen-Wicke ist in Deutschland schwerpunktmäßig im westlichen Thüringen und den angrenzenden Gebieten verbreitet. Die nordwestlichsten Standorte befinden sich in Nordhessen am Edersee, Kreis Waldeck und bei Marsberg im angrenzenden Hochsauerlandkreis (Nordrhein-Westfalen), sonst fehlt sie weitgehend.
In Österreich ist die Erbsen-Wicke selten, in der Schweiz sehr selten zu finden. Sie steigt in Südtirol bis etwa 1050 Meter auf.
Die ökologischen Zeigerwerte nach Landolt et al. 2010 sind in der Schweiz: Feuchtezahl F = 2 (mäßig trocken), Lichtzahl L = 3 (halbschattig), Reaktionszahl R = 4 (neutral bis basisch), Temperaturzahl T = 4+ (warm-kollin), Nährstoffzahl N = 2 (nährstoffarm), Kontinentalitätszahl K = 4 (subkontinental).
Sie ist ziemlich wärmeliebend, jedoch kein Xerophyt. Besonders sagen ihr warme Südhänge auf Jurakalk und Gipskeuper zu, wo sie im Saum von Trockenbusch-Wäldern oder Gebüschen gedeiht; sie kommt aber auch auf Basalt, Gneis, Sand und so weiter vor. Pflanzensoziologisch kommt sie in Mitteleuropa überwiegend in Gesellschaften des Verbands Trifolion-medii vor, kann aber auch in denen des Verbands Potentillo-albae-Quercion-petraeae vorkommen.
Die isolierte Stellung sowie die geringe Variabilität von Vicia pisiformis lassen auf ein hohes evolutives Alter schließen.

## Gefährdung und Schutzmaßnahmen
Obwohl Vicia pisiformis nur einzelne Verbreitungsschwerpunkte hat und in einigen Ländern sehr selten oder als bedroht gelistet ist, so ist diese jedoch insgesamt nicht bedroht, daher listet die IUCN sie in der Kategorie Least Concern (gering gefährdet) ein.

## Taxonomie
Die Erbsen-Wicke wurde 1753 von Carl von Linné in Species Plantarum Band 2, Seite 734 als Vicia pisiformis erstbeschrieben.